# Pohár UEFA 1981/1982
Sezóna 1981/82 Poháru UEFA byla 24. ročníkem tohoto poháru. Vítězem se stal tým IFK Göteborg.

## První kolo
| Domácí v 1. zápase      | Celkem | Hosté v 1. zápase        | 1. zápas | 2. zápas |
| ----------------------- | ------ | ------------------------ | -------- | -------- |
| 1. FC Kaiserslautern    | 3–1    | Akademik Sofia           | 1–0      | 2–1      |
| 1. FC Magdeburg         | 3–3(v) | Borussia Mönchengladbach | 3–1      | 0–2      |
| Adanaspor               | 2–7    | FC Internazionale Milano | 1–3      | 1–4      |
| APOEL                   | 1–5    | FC Argeș Pitești         | 1–1      | 0–4      |
| Aris Soluň              | 8–2    | Sliema Wanderers         | 4–0      | 4–2      |
| AS Monaco FC            | 4–6    | Dundee United FC         | 2–5      | 2–1      |
| Boavista FC             | 5–4    | Atlético Madrid          | 4–1      | 1–3      |
| Bryne FK                | 2–3    | FC Winterslag            | 0–2      | 2–1      |
| FC Dinamo București     | 4–2    | PFK Levski Sofia         | 3–0      | 1–2      |
| FC Bohemians Praha      | 0–2    | Valencia CF              | 0–1      | 0–1      |
| FC Haka                 | 2–7    | IFK Göteborg             | 2–3      | 0–4      |
| FC Nantes               | 3–5    | KSC Lokeren              | 1–1      | 2–4      |
| FK Spartak Moskva       | 6–2    | Club Brugge KV           | 3–1      | 3–1      |
| Zenit Leningrad         | 2–6    | Dynamo Drážďany          | 1–2      | 1–4      |
| Feyenoord Rotterdam     | 3–1    | Szombierki Bytom         | 2–0      | 1–1      |
| Grasshopper Club Zürich | 4–1    | West Bromwich Albion FC  | 1–0      | 3–1      |
| HNK Hajduk Split        | 5–3    | VfB Stuttgart            | 3–1      | 2–2      |
| Hamburger SV            | 6–4    | FC Utrecht               | 0–1      | 6–3      |
| Ipswich Town FC         | 2–4    | Aberdeen FC              | 1–1      | 1–3      |
| KSK Beveren             | 8–0    | Linfield FC              | 3–0      | 5–0      |
| Víkingur                | 0–8    | FC Girondins de Bordeaux | 0–4      | 0–4      |
| KS Dinamo Tirana        | 1–4    | FC Carl Zeiss Jena       | 1–0      | 0–4      |
| Limerick United         | 1–4    | Southampton FC           | 0–3      | 1–1      |
| Malmö FF                | 5–1    | Wisla Krakov             | 2–0      | 3–1      |
| SSC Neapol              | 2–2(v) | Radnički Niš             | 2–2      | 0–0      |
| Neuchâtel Xamax         | 6–3    | AC Sparta Praha          | 4–0      | 2–3      |
| Panathinaikos FC        | 0–3    | Arsenal FC               | 0–2      | 0–1      |
| PSV Eindhoven           | 8–2    | Naestved BK              | 7–0      | 1–2      |
| SK Rapid Wien           | 4–2    | Videoton                 | 2–2      | 2–0      |
| SK Sturm Graz           | (v)2–2 | PFK CSKA Moskva          | 1–0      | 1–2      |
| Sporting CP             | 11–0   | FA Red Boys Differdange  | 4–0      | 7–0      |
| Tatabánya FC            | 2–2(v) | Real Madrid              | 2–1      | 0–1      |

## Druhé kolo
| Domácí v 1. zápase       | Celkem    | Hosté v 1. zápase    | 1. zápas | 2. zápas    |
| ------------------------ | --------- | -------------------- | -------- | ----------- |
| Aberdeen FC              | 5–2       | FC Argeș Pitești     | 3–0      | 2–2         |
| Aris Soluň               | 1–5       | KSC Lokeren          | 1–1      | 0–4         |
| Borussia Mönchengladbach | 2–5       | Dundee United FC     | 2–0      | 0–5         |
| FC Girondins de Bordeaux | 2–3       | Hamburger SV         | 2–1      | 0–2         |
| FK Spartak Moskva        | 2–5       | 1. FC Kaiserslautern | 2–1      | 0–4         |
| Feyenoord Rotterdam      | 3–2       | Dynamo Drážďany      | 2–1      | 1–1         |
| Grasshopper Club Zürich  | 2–2(pen.) | Radnički Niš         | 2–0      | 0–2         |
| FC Internazionale Milano | 3–4       | FC Dinamo București  | 1–1      | 2–3(prodl.) |
| FC Winterslag            | (v)2–2    | Arsenal FC           | 1–0      | 1–2         |
| KSK Beveren              | 4–4(v)    | HNK Hajduk Split     | 2–3      | 2–1         |
| Malmö FF                 | 0–2       | Neuchâtel Xamax      | 0–1      | 0–1         |
| Real Madrid              | 3–2       | FC Carl Zeiss Jena   | 3–2      | 0–0         |
| SK Rapid Wien            | (v)2–2    | PSV Eindhoven        | 1–0      | 1–2         |
| SK Sturm Graz            | 4–5       | IFK Göteborg         | 2–2      | 2–3         |
| Southampton FC           | 2–4       | Sporting CP          | 2–4      | 0–0         |
| Valencia CF              | 2–1       | Boavista FC          | 2–0      | 0–1         |

## Třetí kolo
| Domácí v 1. zápase | Celkem | Hosté v 1. zápase    | 1. zápas | 2. zápas |
| ------------------ | ------ | -------------------- | -------- | -------- |
| Aberdeen FC        | 4–5    | Hamburger SV         | 3–2      | 1–3      |
| IFK Göteborg       | 4–1    | FC Dinamo București  | 3–1      | 1–0      |
| FC Winterslag      | 0–5    | Dundee United FC     | 0–0      | 0–5      |
| KSC Lokeren        | 2–4    | 1. FC Kaiserslautern | 1–0      | 1–4      |
| Radnički Niš       | 2–1    | Feyenoord Rotterdam  | 2–0      | 0–1      |
| SK Rapid Wien      | 0–1    | Real Madrid          | 0–1      | 0–0      |
| Sporting CP        | 0–1    | Neuchâtel Xamax      | 0–0      | 0–1      |
| Valencia CF        | 6–5    | HNK Hajduk Split     | 5–1      | 1–4      |

## Čtvrtfinále
| Domácí v 1. zápase | Celkem | Hosté v 1. zápase    | 1. zápas | 2. zápas |
| ------------------ | ------ | -------------------- | -------- | -------- |
| Dundee United FC   | 2–3    | Radnički Niš         | 2–0      | 0–3      |
| Hamburger SV       | 3–2    | Neuchâtel Xamax      | 3–2      | 0–0      |
| Real Madrid        | 3–6    | 1. FC Kaiserslautern | 3–1      | 0–5      |
| Valencia CF        | 2–4    | IFK Göteborg         | 2–2      | 0–2      |

## Semifinále
| Domácí v 1. zápase   | Celkem | Hosté v 1. zápase | 1. zápas | 2. zápas    |
| -------------------- | ------ | ----------------- | -------- | ----------- |
| 1. FC Kaiserslautern | 2–3    | IFK Göteborg      | 1–1      | 1–2(prodl.) |
| Radnički Niš         | 3–6    | Hamburger SV      | 2–1      | 1–5         |

## Finále
| Domácí v 1. zápase | Celkem | Hosté v 1. zápase | 1. zápas | 2. zápas |
| ------------------ | ------ | ----------------- | -------- | -------- |
| IFK Göteborg       | 4–0    | Hamburger SV      | 1–0      | 3–0      |

## Vítěz
| Pohár UEFA 1981/82 IFK Göteborg Thomas Wernersson, Ruben Svensson, Glenn Hysén, Conny Karlsson, Stig Fredriksson, Tord Holmgren, Jerry Carlsson, Glenn Strömberg, Dan Corneliusson, Torbjörn Nilsson, Tommy Holmgren, Håkan Sandberg, Glenn Schiller, Ove Tobiasson, Glenn Holm, Martin Holmberg Trenér: Sven-Göran Eriksson |